# Pentacentrus quadrilineatus
Pentacentrus quadrilineatus är en insektsart som beskrevs av Lucien Chopard 1940. Pentacentrus quadrilineatus ingår i släktet Pentacentrus och familjen syrsor. Inga underarter finns listade i Catalogue of Life.